# Tadarida jobensis
Tadarida jobensis — вид кажанів родини молосових.

## Середовище проживання
Цей широко розповсюджений вид був записаний на островах Серам (Індонезія) і Япен (Індонезія), Нова Гвінея (Папуа Нова Гвінея), Нова Британія (Папуа Нова Гвінея), а також присутній на більшій частині північної Австралії. Поширення за висотою: від рівня моря до 1400 м над рівнем моря. Цей вид знайдений у відкритих вологих тропічних лісах, відкритих склерофільних рідколіссях і галявинах в цих місцях проживання.

## Стиль життя
Лаштує сідала в дуплах дерев, печерах і старих будівлях.